# Paraphrynus robustus
Paraphrynus robustus är en spindeldjursart som först beskrevs av Franganillo 1931.  Paraphrynus robustus ingår i släktet Paraphrynus och familjen Phrynidae. Inga underarter finns listade i Catalogue of Life.